# Frontinella
Frontinella F. O. P.-Cambridge, 1902 è un genere di ragni appartenente alla famiglia Linyphiidae.

## Distribuzione
Le nove specie oggi note di questo genere sono state rinvenute prevalentemente in America centrale e settentrionale: la F. hubeiensis e la F. zhui sono state rinvenute in Cina.

## Tassonomia
Questo genere è stato rimosso dalla sinonimia con Linyphia Latreille, 1804, senza specificarne il motivo, a seguito di un lavoro degli aracnologi Gertsch & Davis del 1946.
A giugno 2012, si compone di nove specie e 1 sottospecie:
- Frontinella bella Bryant, 1948 — Hispaniola
- Frontinella communis (Hentz, 1850) — America centrale e settentrionale
- Frontinella huachuca Gertsch & Davis, 1946 — USA
  - Frontinella huachuca benevola Gertsch & Davis, 1946 — Messico
- Frontinella hubeiensis Li & Song, 1993 — Cina
- Frontinella laeta (O. P.-Cambridge, 1898)[3] — Messico
- Frontinella omega Kraus, 1955 — El Salvador
- Frontinella potosia Gertsch & Davis, 1946 — Messico
- Frontinella tibialis F. O. P.-Cambridge, 1902 — Messico
- Frontinella zhui Li & Song, 1993 — Cina

### Sinonimi
- Frontinella caudata Gertsch & Davis, 1946; riconosciuta sinonima di F. tibialis F. O. P.-Cambridge, 1902, a seguito di uno studio degli aracnologi Ibarra-Núñez et al., del 2001[1].
- Frontinella lepidula Gertsch & Davis, 1946; riconosciuta sinonima di F. tibialis F. O. P.-Cambridge, 1902, a seguito di uno studio degli aracnologi Ibarra-Núñez et al., del 2001[1].